# Taenaris ziada
Taenaris ziada är en fjärilsart som beskrevs av Hans Fruhstorfer 1904. Taenaris ziada ingår i släktet Taenaris och familjen praktfjärilar. Inga underarter finns listade i Catalogue of Life.